# Conzattia chiapensis
Conzattia chiapensis là một loài thực vật có hoa trong họ Đậu. Loài này được Miranda miêu tả khoa học đầu tiên.